# زهر (فیلم ۱۹۸۱)
«زهر» (انگلیسی: Venom) فیلمی در ژانر ترسناک به کارگردانی پیرس هاگارد است که در سال ۱۹۸۱ منتشر شد.

## بازیگران
- کلاوس کینسکی
- الیور رید
- نیکول ویلیامسون
- سارا مایلز
- استرلینگ هایدن
- سوزان جورج
- مایکل گاف
- ادوارد هاردویک
- آنتونی مایر